# The Beauty and the Tragedy
The Beauty and the Tragedy - debiutancka płyta zespołu Trading Yesterday. Płyta została wydana 15 maja 2004 roku.

## Lista utworów
1. "One Day" – 3:52
2. "The Beauty and the Tragedy" – 4:29
3. "What I'm Dreaming Of" – 4:07
4. "Nothing But Love" – 3:22
5. "She Is the Sunlight" - 4:09
6. "World On Fire" - 4:29
7. "Love Song Requiem" - 4:30
8. "Desert Lands" - 4:25
9. "Elizabeth" - 3:42
10. "Shattered" - 4:49
11. "Beautiful" - 3:59
12. "For You Only" - 2:09